# Meccanochimica
La Meccanochimica o Chimica meccanica è la branca che studia i fenomeni meccanici che inducono reazioni chimiche.
É la quarta modalità che può causare reazioni chimiche insieme alla modalità termica, fotochimica ed elettrochimica.
Convenzionalmente, la meccanochimica si focalizza sulle trasformazioni dei legami covalenti causati da forze meccaniche
La meccanochimica è diversa dalla meccanosintesi, che fa riferimento specificatamente alla costruzione di prodotti molecolari complessi controllati dalle macchine.